# Платт (округ, Міссурі)
Шаблон:StateAbbr_ 39°23′ пн. ш. 94°46′ зх. д. / 39.38° пн. ш. 94.77° зх. д.
Округ  Платт (англ. Platte County) — округ (графство) у штаті Міссурі, США. Ідентифікатор округу 29165.

## Історія
Округ утворений 1838 року.

## Демографія
За даними перепису 
2000 року 
загальне населення округу становило 73781 осіб, зокрема міського населення було 59111, а сільського — 14670.
Серед мешканців округу чоловіків було 36531, а жінок — 37250. В окрузі було 29278 домогосподарств, 20222 родин, які мешкали в 30902 будинках.
Середній розмір родини становив 3.
Віковий розподіл населення поданий у таблиці:
| Стать    | До 15 років | 15-21 | 22-29 | 30-39 | 40-49 | 50-65 | 65-85 | Понад 85 |
| -------- | ----------- | ----- | ----- | ----- | ----- | ----- | ----- | -------- |
| Чоловіки | 8113        | 3386  | 3880  | 5986  | 6262  | 6144  | 2567  | 193      |
| Жінки    | 7619        | 3241  | 4038  | 6173  | 6496  | 5938  | 3158  | 587      |

## Суміжні округи
- Б'юкенан — північ
- Клінтон — північний схід
- Клей — схід
- Ваяндотт, Канзас — південь
- Лівенворт, Канзас — південний захід
- Атчісон, Канзас — північний захід

## Виноски
1. ↑  U.S. Decennial Census. United States Census Bureau. Процитовано 18 листопада 2014.
2. ↑  Historical Census Browser. University of Virginia Library. Архів оригіналу за 30 травня 2019. Процитовано 18 листопада 2014.
3. ↑  Population of Counties by Decennial Census: 1900 to 1990. United States Census Bureau. Процитовано 18 листопада 2014.
4. ↑  Census 2000 PHC-T-4. Ranking Tables for Counties: 1990 and 2000 (PDF). United States Census Bureau. Процитовано 18 листопада 2014.
5. ↑  State & County QuickFacts. United States Census Bureau. Архів оригіналу за 24 червня 2011. Процитовано 12 вересня 2013.(англ.) Наведено за англійською вікіпедією.
6. ↑  American FactFinder. Бюро перепису населення США. Архів оригіналу за 26 лютого 2012. Процитовано 31 січня 2008.

| США | Це незавершена стаття з географії США. Ви можете допомогти проєкту, виправивши або дописавши її. |